# Церковь Святой Богоматери (Норатус)
Церковь Святой Богоматери (арм. Սուրբ Աստվածածին եկեղեցի) — армянская апостольская церковь в древнем армянском селе Норатус.

## История
Церковь Сурб Аствацацин расположена в центре села Норатус. Строительная надпись на ней рассказывает, что церковь построил некий Саак из Гегаркуника из крупных блоков чисто тесаного камня, она представляет собой тип «купольной залы». В XIV веке церковь была разрушена персами и вновь отстроена в XV веке.
В ограде церкви Святой Богоматери множество древних хачкаров, самый старый из которых, судя по надписи, относится к 996 году.